# Dermatitis
Dermatítis zajema skupino  vnetnih bolezni kože z značilnimi znaki vnetja zaradi vpliva škodljivih dejavnikov, ki delujejo v koži ali pa pridejo v kožo po stiku od zunaj.  Kaže se s srbenjem, rdečico kože in izpuščajem. Pri kratko časa trajajočem dermatitisu se lajhko pojavijo mehurčki na koži, pri dolgotrajni bolezni pa lahko pride do na gosto posejanih ploščatih papul oziroma lihenifikacije kože. Prizadetost je lahko različna, od majhnih predelov kože do celotnega telesa.
Dermatitis zajema skupino kožnih bolezni, kot so atopijski dermatitis, alergijski kontaktni dermatitis, iritativni kontaktni dermatitis in zastojni dermatitis. Običajno pravi vzrok dermatitisa ostane nepojasnjen. Najverjetneje je v številnih primerih dermatitis posledica kombinacije draženja, alergije in zastoja krvi v venah. Vrstna dermatitisa se praviloma določi na osnovi bolnikove anamneze in lokacije izpuščaja. Na primer, iritantni dermatitis se pogosto pojavlja na rokah bolnikov, ki so pogosto izpostavljene vlagi, alergijski kontaktni dermatitis pa kot posledica tudi kratkotrajni izpostavitvi snovem, na katere je bolnik preobčutljiv.
Atopijski dermatitis se običajno zdravi z vlažilnimi in steroidnimi kremami. Uporaba steroidnih krem, ki so srednje ali visoke jakosti, se priporoča največ dva tedna, saj se lahko pojavijo neželeni učinki. Če so prisotni znaki okužbe, je včasih potrebno zdravljenje z antibiotiki. Pri kontaktnem dermatitisu je pomembno izogibanje alergenom oziroma dražilnim snovem. Antihistaminiki ublažijo srbenje in so lahko v pomoč zlasti za boljši spanec, saj pomagajo zmanjšati nočno praskanje.
Dermatitis je leta 2015 po ocenah prizadeval 245 milijonov ljudi v svetu. Atopijski dermatitis je najpogostejša oblika in se običajno pojavi v otroštvu. V ZDA prizadene 10–30 % prebivalstva. Kontaktni dermatitis je dvakrat pogostejši pri ženskah kot pri moških. Alergijski kontaktni dermatitis prizadene tekom življenja okoli 7 % ljudi. Iritativni kontaktni dermatitis je pogost zlasti pri ljudeh določenih poklicev, vendar pa epidemiološki podatki niso znani.